# Enrico Greppi
Enrico Greppi (Bologna, 22 luglio 1896 – Firenze, 7 febbraio 1969) è stato un medico italiano.
Docente all'università di Firenze dal 1933, sono notevoli i suoi studi di embriologia e patologia del sistema neurovegetativo. Fu tra i primi medici a studiare approfonditamente la patogenesi dalla cefalea.